# 32067 Ranganathan
32067 Ranganathan este un asteroid din centura principală de asteroizi.

## Descriere
32067 Ranganathan este un asteroid din centura principală de asteroizi. A fost descoperit pe 6 mai 2000 la Socorro, New Mexico, în cadrul proiectului LINEAR. Asteroidul prezintă o orbită caracterizată de o semiaxă mare de 2,27 ua, o excentricitate de 0,08 și o înclinație de 7,3° în raport cu ecliptica.